# 噪大苇莺

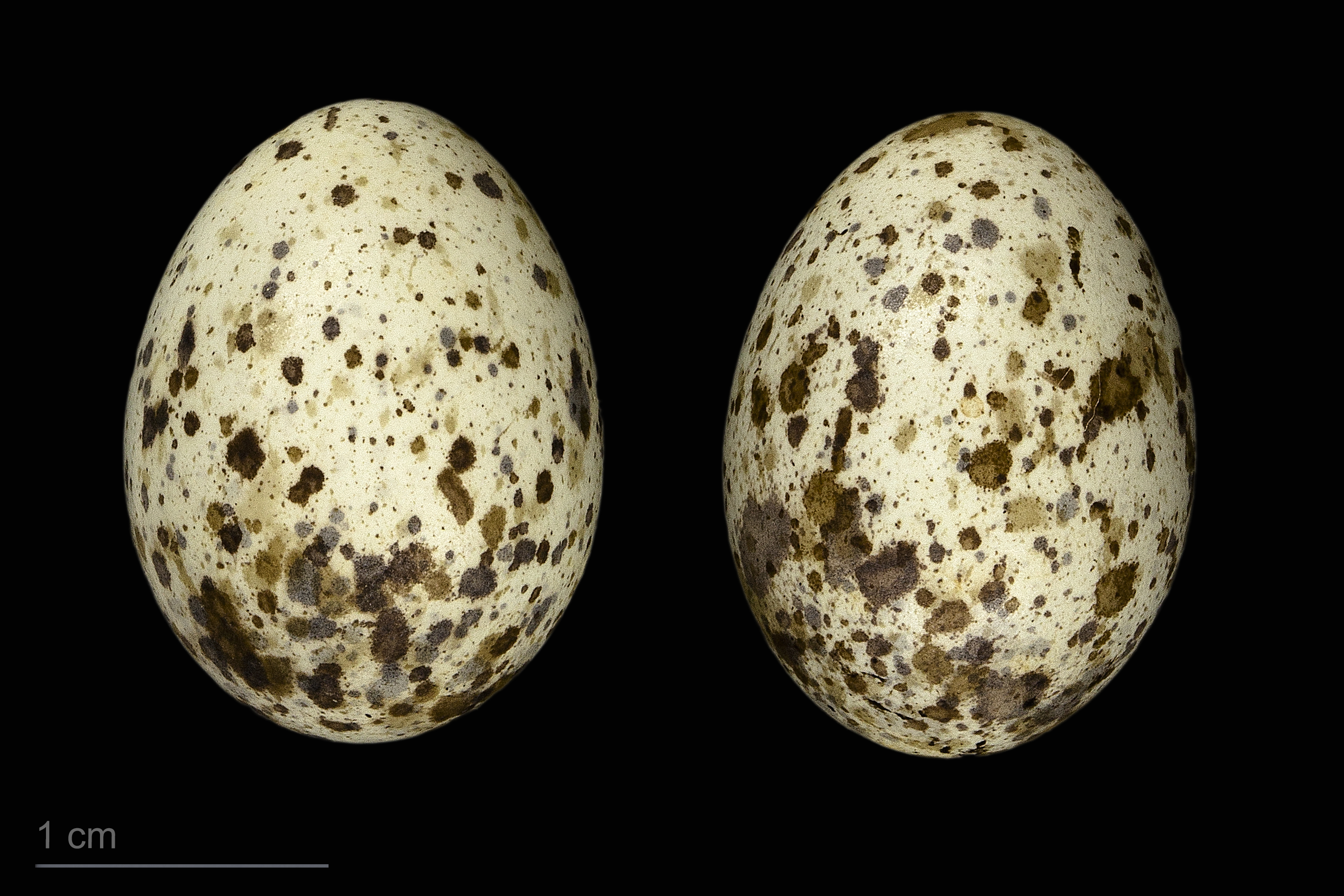
卵 Acrocephalus stentoreus stentoreus

噪大苇莺（学名：Acrocephalus stentoreus）又称噪苇莺，为鶲科苇莺属的鸟类。该物种分布于从埃及一直到中国南方和澳大利亚的广大地区，其模式产地在埃及。

## 亚种
- 噪大苇莺西南亚种（学名：Acrocephalus stentoreus brunnescens）。在中国大陆，分布于四川、贵州等地。该物种的模式产地在印度。[3]